# Лучеськ (готель, Луцьк)
«Лучеськ» — готель у Луцьку. Один із найстарших і найбільших готелів міста.

## Історія
Відкрито готель у грудні 1980 року під назвою «Світязь». У січні 1982 року його було перейменовано на «Росію». У ресторані «Росія» в 1980-ті роки готували характерні страви, зокрема «шніцель по-луцьки».
У 1991 році готель знову перейменували на старовинну назву Луцька — «Лучеськ». У 1991-1997 роках деякі поверхи готелю не використовувалися через фінансову скруту та нестачу клієнтів. У 1997 році готель перетворено на акціонерне товариство. 2000 року головою правління обрано Едуарда Миколайовича Полячека
Станом на 2006 рік — тризірковий готель на 150 місць, з двома конференцзалами, перукарнею, сауною.
2012 року в готелі було вже 300 місць. Того ж року його придбала родина волинського бізнесмена Ігоря Палиці, директором стала Оксана Лазорко, а готель було поставлено на реконструкцію. 